# Некажњивост
Некажњивост представља ослобађање од затворске казне односно губитка новчаних казни. У међународном закону о људским правима, оно се односи на неуспех да се починиоци кршења људских права приведу правди и као такви представљају порицање права жртава на правду и одштету. Некажњивост је најзаступљенија у земљама које немају традицију владавине закона, пате од корупције, имају укорењене системе заштите или је судство слабо развијено.
Измењени скуп принципа за заштиту и унапређење људских права акцијом борбе против некажњивости, који је поднесен Комисији Уједињених нација за људска права 8. фебруара 2005. године, некажњивост дефинише као:
„немогућност (дејуре или дефакто) привођења починилаца прекршаја — било у кривичном, грађанском, управном или дисциплинском поступку — пошто они нису предмет било каквих истрага које би могле довести до тога да буду оптужени, ухапшени, суђени и, ако буду проглашени кривим, осуђени на одговарајућу казну или одштету жртвама.”
Комисије за истину и помирење често оснивају нације које потичу из раздобља која су обележена кршењем људских права — државни удари, војне диктатуре, грађански ратови итд. — како би бацили светло на догађаје из прошлости. Иако такви механизми могу помоћи у коначном процесуирању злочина и кажњавању кривих, они су често критиковани за продужење некажњивости омогућавајући насилницима да траже заштиту према закону о амнестији.